# Чоловік на ім'я Уве
Чоловік на ім'я Уве (оригінальна назва швед. En man som heter Ove) — дебютний роман Фредріка Бекмана, шведського журналіста, блогера та письменника. Після публікації англійською в 2013 році, книга увійшла до списку бестселерів New York Times та залишилась у списку 42 тижні.
Попри початкові труднощі з пошуком видавця, цей роман поклав початок світовій популярності автора. Після публікації перекладу англійською в 2013 році, книга увійшла до списку бестселерів New York Times та залишилась у списку 42 тижні. У січні 2015 року в Стокгольмі відбулася прем'єра вистави, створеної за книгою Бакмана. В кінці того ж року в кінопрокаті з'явився однойменний фільм.

## Сюжет
Уве — це скнара, він із тих, хто дивиться на людей, яких не любить, як на грабіжників, спійманих біля вікна його спальні. Людина непохитних принципів, суворих звичок та вибухового характеру. Люди називають його «гірким сусідом з пекла». Однак ця непривітна зовнішність ховає щирий смуток і нерозказані історії.
Одного листопадового ранку балакуча молода пара з двома малими доньками переїжджає у сусідній дім та випадково збиває поштову скриньку Уве. З цього починаються події, що змінюють життя одного примхливого старого та всієї місцевої громади, повертаючи їх до основ існування.

## Персонажі
- Уве — сварливий 59-річний чоловік, якого нещодавно змусили піти на пенсію
- Соня — померла дружина Уве
- Парване — сусідка Уве, вагітна жінка іранського походження, мати двох дітей
- Патрік — чоловік Парване
- Руне — сусід і колишній друг Уве, який став його лютим ворогом, має хворобу Альцгеймера
- Аніта — дружина Руне
- Адріан — листоноша
- Джиммі — сусід із надмірною вагою.

## Видання українською
Книга Бакмана з'явилась українською в видавництві «Книголав» 2018 року в перекладі Ольги Захарченко, ілюстрував її Ілля Стронґовський.

## Кіно- і телевізійні адаптації
- Людина на ім'я Уве (фільм) (Швеція, 2015), був висунутий на премію «Оскар» в номінації «Кращий фільм іноземною мовою»
- Чоловік на ім'я Отто (США, 2022), де головну роль зіграє Том Генкс, він також буде продюсером[6]

## Аудіокнига
У липні 2014 року Dreamscape Media випустила аудіокнигу, яку англійською мовою прочитав американський актор Джордж Ньюберн.